# Gŵyr

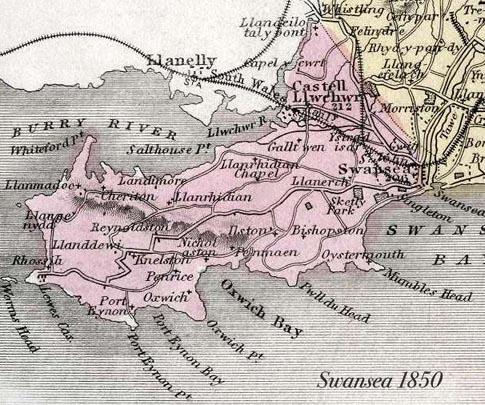
Mapa de 1850

Situació de la península Gower dins Gal·les

Gower o Península Gower (en gal·lès:Gŵyr o Penrhyn Gŵyr) és una península del sud de Gal·les la qual es projecta dins el canal de Bristol i forma part administrativament de la ciutat i comtat de Swansea. L'any 1956, Gower va ser la primera zona del Regne Unit a ser designada com Area of Outstanding Natural Beauty.

## Geografia

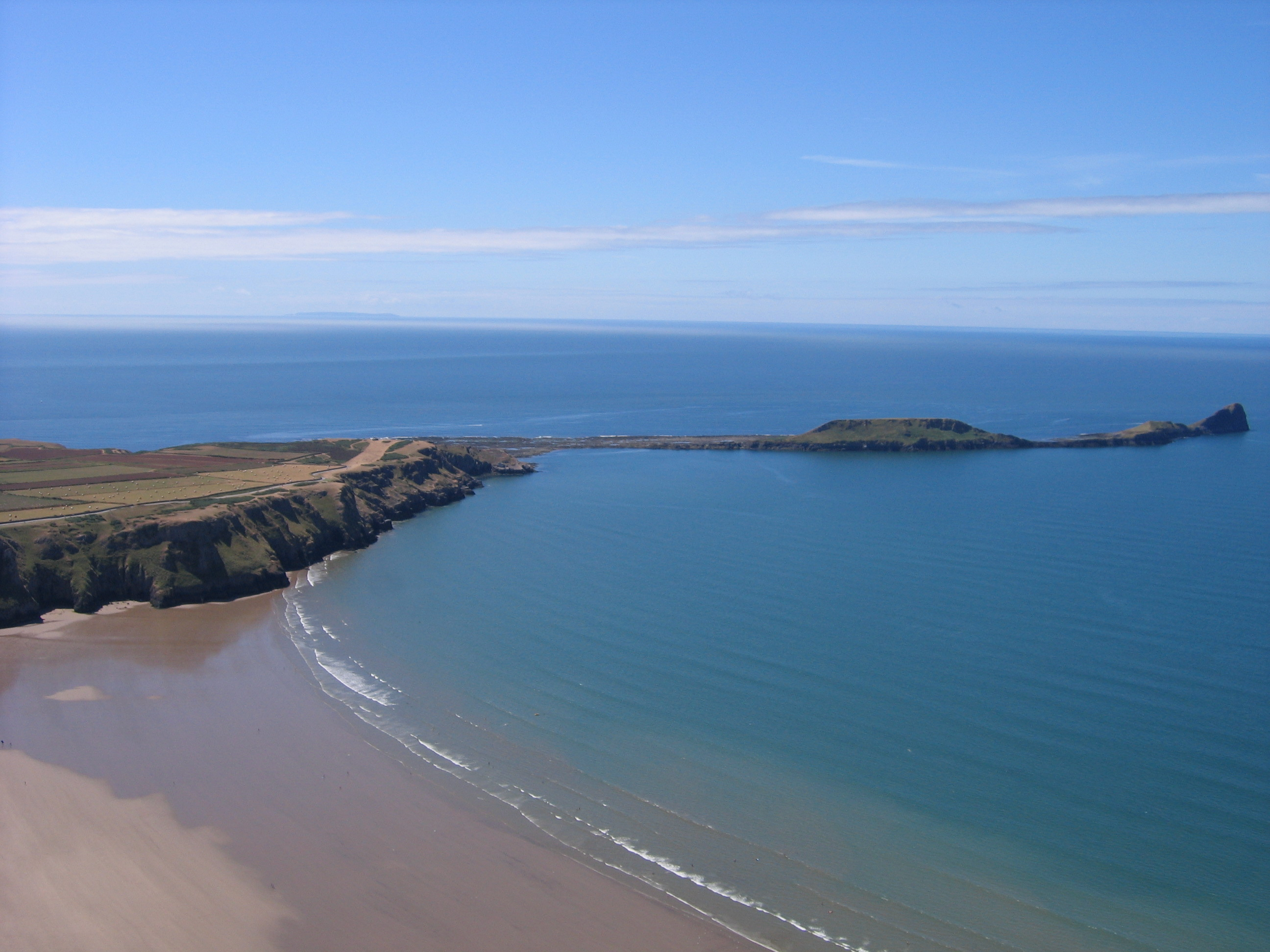
Worm's Head

Amb una superfície de 70 milles quadrades, Gower és coneguda pel seu litoral i pels surfistes. Gower té moltes coves incloent Paviland Cave i Minchin Hole Cave. Aquesta península és envoltada per l'estuari Loughor al nord i per la badia de Swansea a l'est. L'Area of Outstanding Natural Beauty de Gower ocupa 188 km², incloent la majoria de la península a l'oest de les viles de Crofty, Three Crosses, Upper Killay, Blackpill i Bishopston. El punt més alt de Gower és The Beacon at Rhossili Down a 193 m d'alt. Pwll Du i el Bishopton Valley formen una Local Nature Reserve.
L'interior de Gower consta principalment de granges i common land. La població resideix principalment en localitats petites, però hi ha també zones suburbanes de la ciutat de Swansea.
La costa sud consta de petites badies rocoses o sorrenques com les de Langland i Three Cliffs, i platges més grans com Port Eynon, Rhossili i Oxwich Bay. La part nord de la península té poques platges i hi viuen els bivalves coneguts com a cloïsses de Penclawdd.

## Història
Se sap que Gal·les està habitat des del Paleolític Superior, i a Gower n'hi ha hagut importants descobriments arqueològics. L'any 1823 s'hi descobrí l'esquelet anomenat Dama Vermella de Paviland a la cova de Paviland. El 2010 s'hi va descobrir les pintures rupestres més antigues del Regne Unit.
A Gower també hi ha menhirs de l'Edat del Bronze.
Els romans construïren Leucarum, un fort a la desembocadura del riu Loughor, que es va fer segurament durant el govern de Carausius, preocupat per les incursions dels irlandesos. Va ser abandonat durant el segle iv. Segles més tard s'hi va erigir un castell normand.
L'any 1203 el rei John (1199–1216) va donar el Lordship de Gower a William de Braose.
En època moderna Gower va ser administrat com un Rural District de Glamorgan. L'any 1974 va formar el districte de Swansea. Des de 1996 Gower forms part de la ciutat i del comtat de Swansea.

## Economia

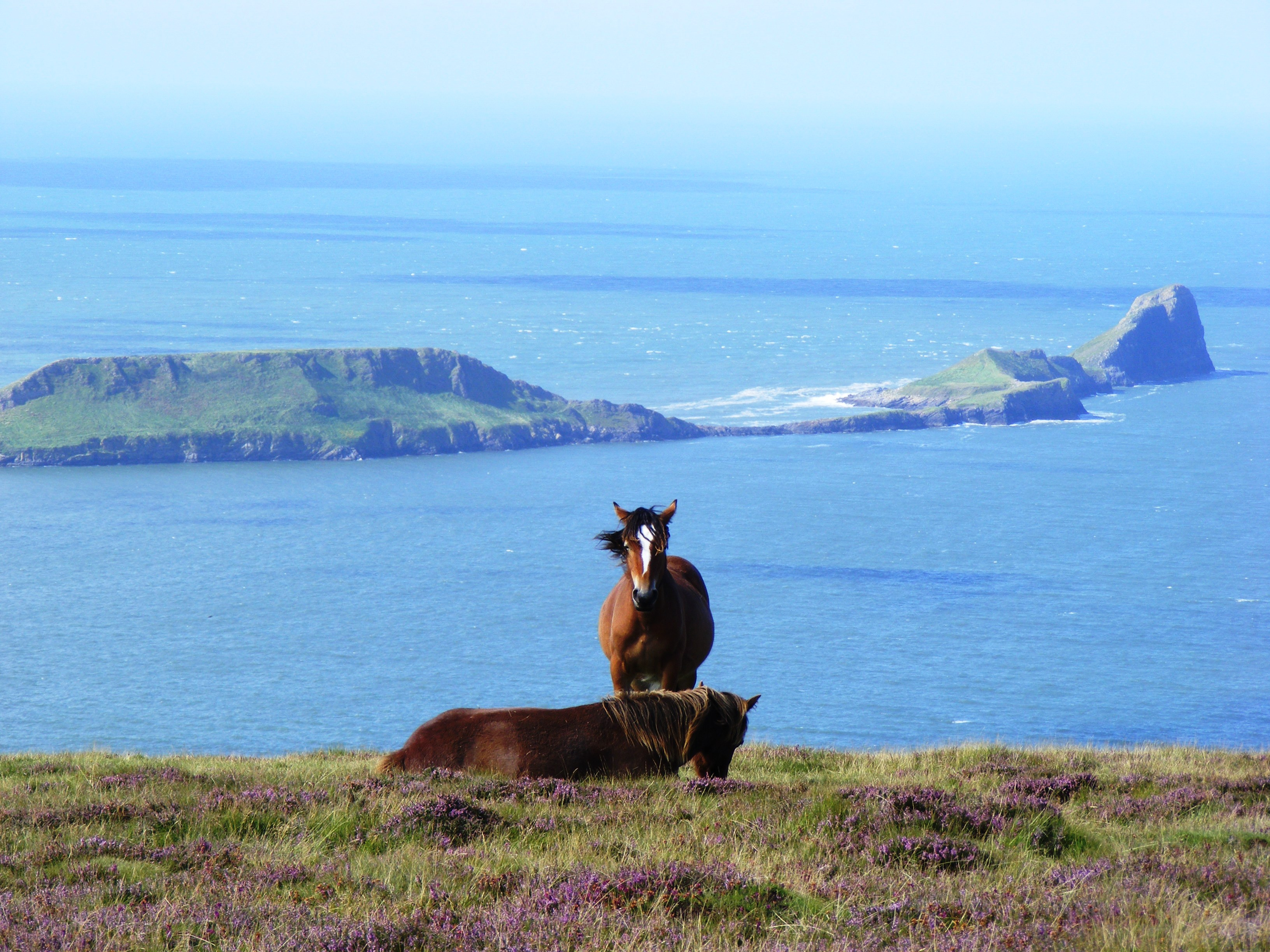
Cavalls pasturant al bruguerar.

L'agricultura roman important a aquesta zona, però el turisme hi té un paper cada vegada més important. S'hi juga al golf a Fairwood Park i hi ha el Gower Golf Club a Three Crosses (vegeu Economy of Swansea).